# Ulrico
Ulrico  è un nome proprio di persona italiano maschile.

## Varianti
- Maschili: Udalrico[2][3], Ulderico[1][2][3], Uldarico[1][2][3], Udalrigo[2][3], Ulderigo[3], Odalrico, Olderico[2], Olderigo[2], Olderigi[2]
  - Ipocoristici: Dorico[2], Dorigo[2], Dorligo[2]
- Femminili: Ulrica[1][2][3], Udalrica[3], Udalriga[3], Ulderica[1][2][3], Uldarica[1][3], Ulderiga[2][3]

### Varianti in altre lingue
- Catalano: Ulric[4], Udalric[4], Ulderic[4]
- Ceco: Oldřich[5]
  - Femminili: Oldřiška[6]
- Croato: Ulrik
- Danese: Ulrik[5]
  - Femminili: Ulrikke[6]
  - Ipocoristici femminili: Ulla[6]
- Finlandese:
  - Femminili: Ulriikka[6]
  - Ipocoristici femminili: Ulla[6], Riikka[6]
- Germanico: Odalrich[1], Odalric[5]
- Inglese: Ulric[5]
- Latino: Odelricus[1], Odolrîcus[1], Oldericus[1], Oldarichus[2]
- Norvegese: Ulrik[5]
  - Femminili: Ulrikke[6]
- Olandese: Oldrik, Ulrich
- Polacco: Ulryk
- Portoghese: Ulrique, Ulrico
- Russo: Ульрих (Ul'rich)
- Slovacco: Oldrich[5]
- Sloveno: Urh[5]
- Spagnolo: Udalrico[4], Uldarico[4], Ulrico[4]
- Svedese: Ulrik[5]
  - Femminili: Ulrika[6], Ulrica[6]
  - Ipocoristici femminili: Ulla[5]
- Tedesco: Ulrich[5]
  - Ipocoristici: Utz[5], Ulli[5], Uli, Ueli (svizzero tedesco)[5]
  - Femminili: Ulrike[6]
  - Ipocoristici femminili: Ulli[6]
- Ungherese: Ulrik

## Origine e diffusione
"Ulrico" è un discendente, in forma abbreviata, di un antico nome germanico documentato come Odalrich o Odalric; esso è composto da due elementi, identificati generalmente con *odal ("ricchezza", "bene ereditario", uodal in antico tedesco e odil in sassone) e rik ("signore", "padrone", "potente"), con il significato complessivo di "padrone di beni", "signore di possessi ereditari", oppure "prosperità e potere". Il secondo elemento è molto diffuso nell'onomastica germanica, e si può ritrovare ad esempio in Enrico, Federico, Alarico, Alberico, Edric e Riccardo.
Con questo nome, già anticamente se ne confuse un altro, Hulderic, da cui discendono le forme in Uld-, in cui il primo elemento è da ricondurre invece a hulda ("misericordioso", "pietoso") o ad altre radici ancora. Inoltre, in lingua inglese è raramente usato il nome Ulric, che oltre a rappresentare una variante di Ulrico, può anche risalire al nome anglosassone Wulfric, in cui il primo elemento è wulf ("lupo").
In Italia, durante l'epoca longobarda, il nome era attestato in forme quali Odelricus, Odolrîcus e Oldericus, ma non sembra aver lasciato tracce significative. La diffusione odierna, che contava circa ottomila occorrenze sommando tutte le varianti (di cui la più diffusa è "Ulderico"), è dovuta principalmente al culto verso il santo vescovo di Augusta; è attestato in tutta l'Italia continentale, con maggior compattezza al Nord, dove il santo è patrono di diverse località.

## Onomastico

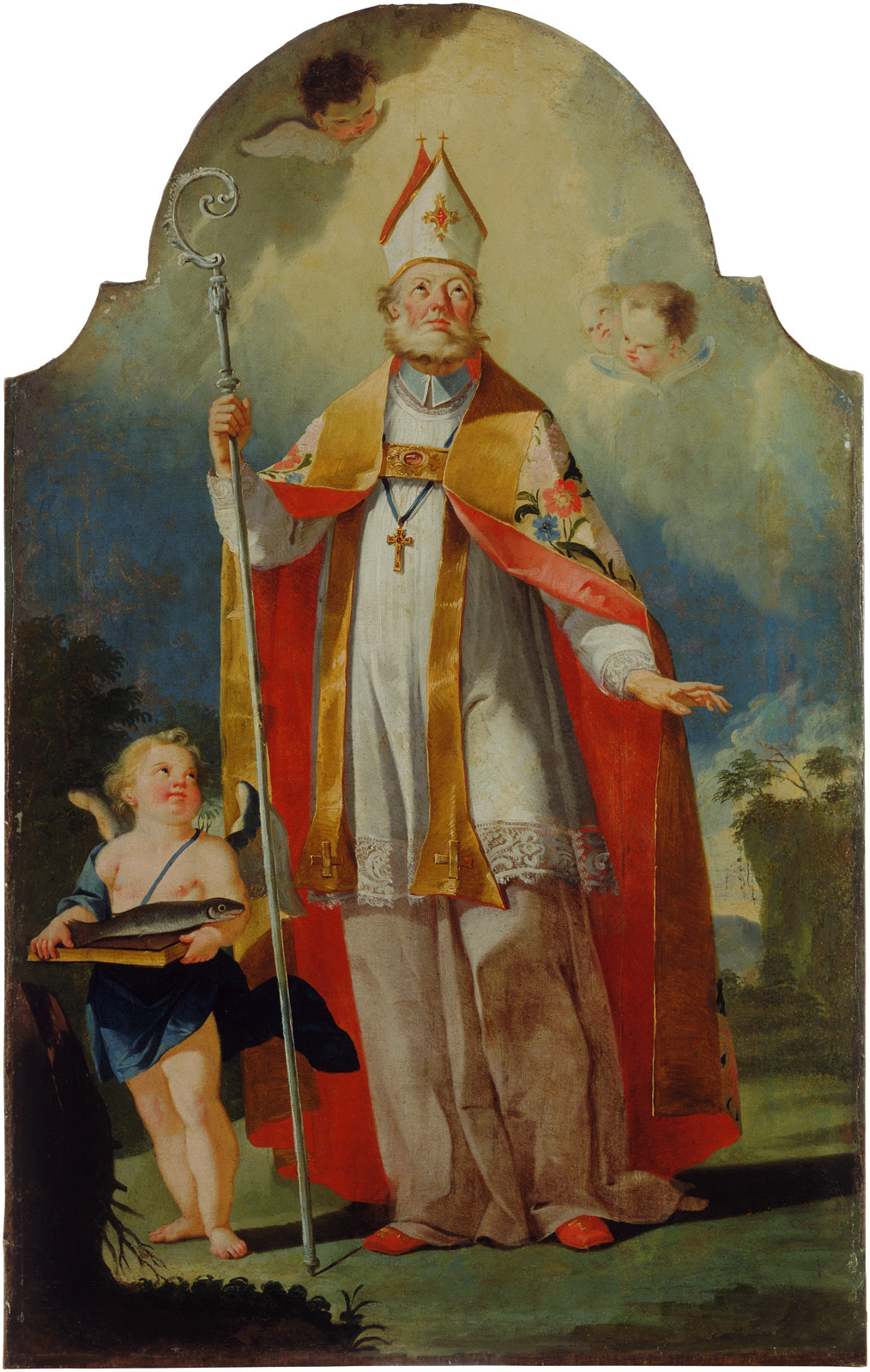
Sant'Ulrico di Augusta in un dipinto di Anton Cebej

L'onomastico si può festeggiare in memoria di diversi santi, nei giorni seguenti:
- 20 febbraio, sant'Ulrico o Wulfric, sacerdote ed eremita presso Haselbury Plucknett[9]
- 9 aprile, sant'Ulrico, monaco a Crowland, martire sotto i danesi[9]
- 19 aprile, sant'Ulderico o Udalrico, monaco benedettino[1][4]
- 29 maggio, sant'Ulrico, figlio di san Geroldo, monaco a Einsiedeln e quindi eremita presso Mitternach[9]
- 4 luglio, sant'Ulrico o Udalrico, vescovo di Augusta[1][9]
- 10 luglio, sant'Ulderico o Udalrico, confessore a Ratisbona[1]
- 14 luglio, sant'Ulrico, monaco cluniacense a Cluny, quindi abate a Zell[9]

Si ricordano inoltre alcuni beati:
- 26 febbraio, beato Ulrico, monaco premonstratense a Roth e quindi priore a Obermarchtal[9]
- 11 marzo, beato Ulrico, abate cistercense di Kaiserheim[1]
- 8 maggio, beata Ulrica Nisch, religiosa delle suore di carità della Santa Croce[10]
- 4 luglio, beato Ulrico, monaco premonstratense e vescovo di Ratezburg[9]
- 7 agosto, beato Ulderico, vescovo di Passavia[1]
- 27 agosto, beato Ulrico, religioso lasalliano, uno dei martiri dei pontoni di Rochefort[11]

## Persone

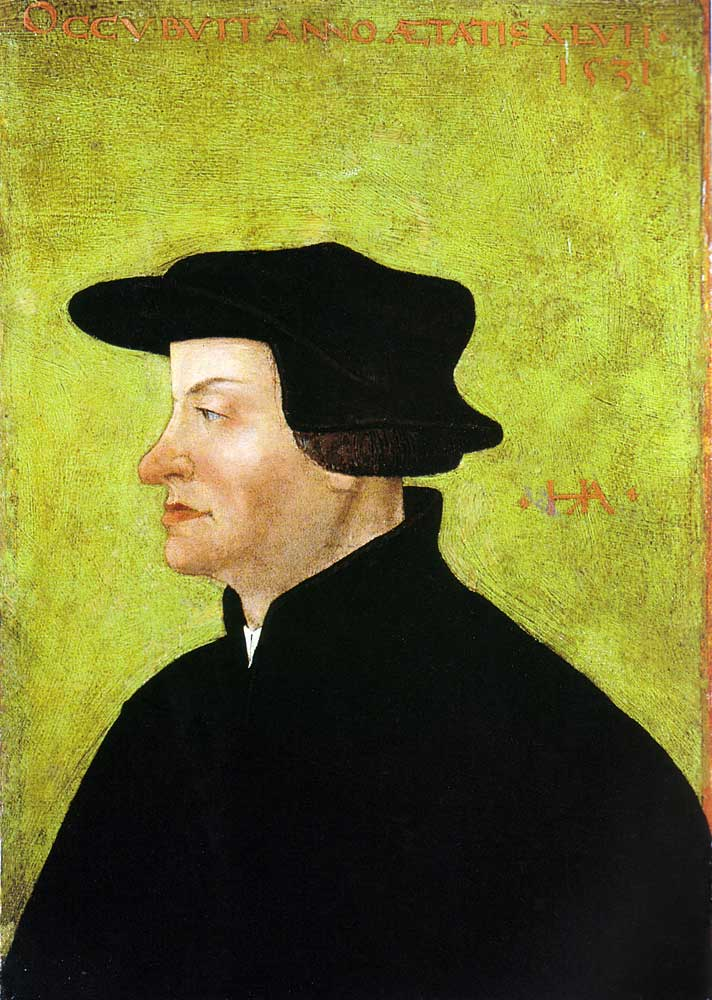
Ulrico Zwingli

- Ulrico di Augusta, monaco e vescovo tedesco
- Ulrico Hoepli, editore svizzero naturalizzato italiano
- Ulrico Zwingli, teologo svizzero

### Variante Ulrich

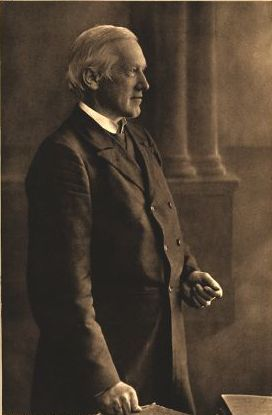
Ulrich von Wilamowitz-Moellendorff

- Ulrich Beck, sociologo e scrittore tedesco
- Ulrich Han, tipografo tedesco
- Ulrich Karger, scrittore tedesco
- Ulrich Mühe, attore tedesco
- Ulrich Roth, chitarrista tedesco
- Ulrich Salchow, pattinatore artistico su ghiaccio svedese
- Ulrich Schnauss, musicista e produttore discografico remixer tedesco
- Ulrich Thomsen, attore danese
- Ulrich Tukur, attore e musicista tedesco
- Ulrich von Brockdorff-Rantzau, diplomatico tedesco
- Ulrich von Hutten, umanista e cavaliere tedesco
- Ulrich von Wilamowitz-Moellendorff, filologo e grecista tedesco

### Variante Ulderico

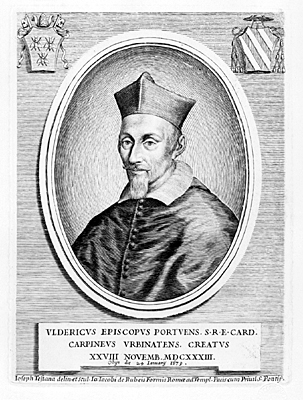
Ulderico Carpegna

- Ulderico Bernardi, scrittore, sociologo, accademico e giornalista italiano
- Ulderico Carpegna, cardinale e vescovo cattolico italiano
- Ulderico Munzi, giornalista e scrittore italiano
- Ulderico Pesce, attore e regista teatrale italiano
- Ulderico Sacchella, allenatore di calcio e calciatore italiano
- Ulderico Sergo, pugile italiano
- Ulderico Mazzolani, avvocato e politico italiano

### Variante Uli
- Uli Edel, regista tedesco

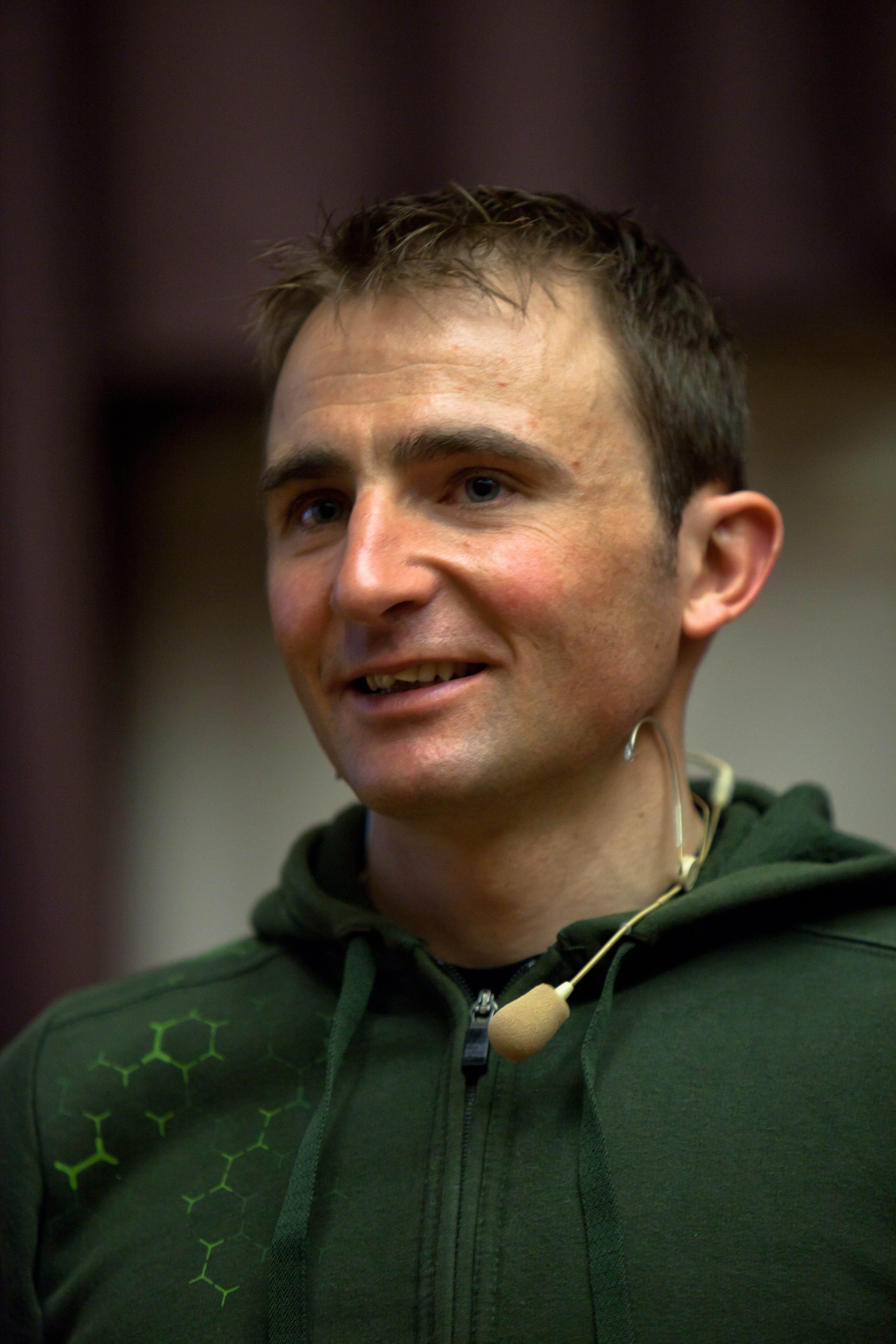
Ueli Steck

- Uli Hoeneß, calciatore e dirigente sportivo tedesco
- Uli Kusch, batterista tedesco
- Uli Stein, calciatore tedesco
- Uli Stielike, allenatore di calcio e calciatore tedesco

### Altre varianti maschili

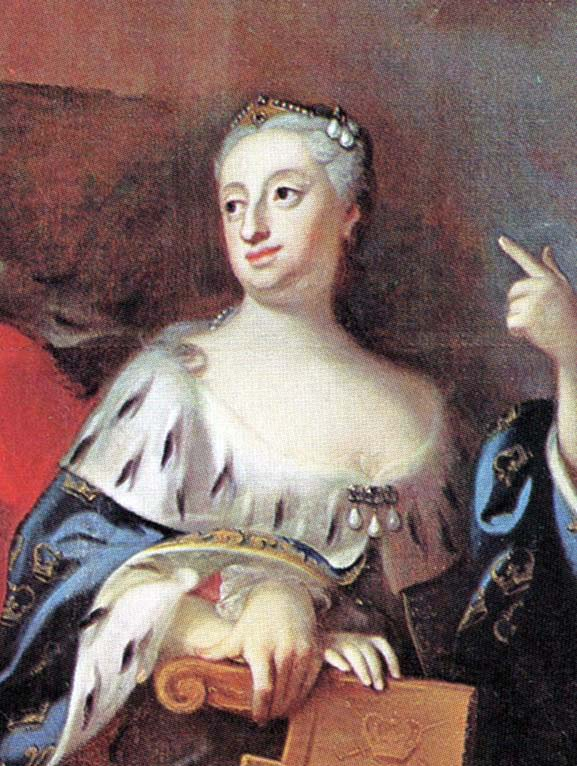
Ulrica Eleonora di Svezia

- Odalrico I di Barcellona, conte di Barcellona, Girona, Empúries, Rossiglione, Argengau e Linzgau e duca di Settimania
- Oldřich Duras, scacchista e compositore di scacchi ceco
- Ulrik Flo, calciatore norvegese
- Ulrik Christian Gyldenløve, generale danese, figlio naturale di Cristiano IV
- Ulrik Christian Gyldenløve, generale danese, figlio naturale di Cristiano V
- Ulrik Frederik Gyldenløve, statista e generale danese
- Ullrich Haupt (sr.), attore tedesco naturalizzato statunitense
- Ullrich Haupt (jr.), attore tedesco
- Ueli Maurer, politico svizzero
- Ueli Steck, alpinista e arrampicatore svizzero
- Oldřich Nejedlý, calciatore cecoslovacco

### Variante femminile Ulrica
- Ulrica Eleonora di Danimarca, figlia di Federico III di Danimarca
- Ulrica Eleonora di Svezia, regina di Svezia
- Ulrica Nisch, religiosa tedesca

### Variante femminile Ulrike
- Ulrike Arnold, pittrice tedesca

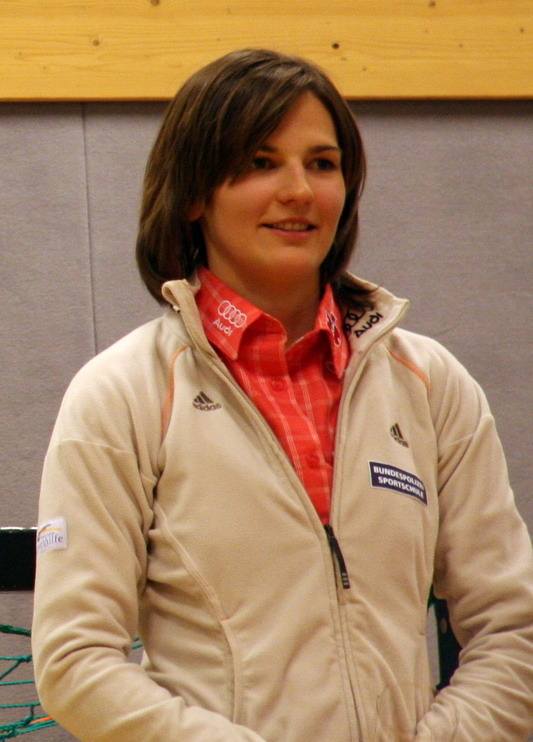
Ulrike Gräßler

- Ulrike Gräßler, saltatrice con gli sci tedesca
- Ulrike Maier, sciatrice alpina austriaca
- Ulrike Meinhof, giornalista, terrorista e rivoluzionaria tedesca
- Ulrike Meyfarth, atleta tedesca
- Ulrike C. Tscharre, attrice tedesca

### Altre varianti femminili
- Ulrika Babiaková, astronoma slovacca
- Ulla Isaksson, scrittrice svedese
- Ulla Norden, cantante, conduttrice radiofonica e conduttrice televisiva tedesca

## Il nome nelle arti
- Ulrica è un personaggio dell'opera di Giuseppe Verdi Un ballo in maschera.
- Ulrich Nielsen è un personaggio della serie televisiva Dark.
- Ulrich Stern è un personaggio della serie animata Code Lyoko.

## Toponimi
- 885 Ulrike e 909 Ulla sono due asteroidi della fascia principale; il primo prende il nome dal già citato personaggio verdiano di Ulrica, il secondo da Ulla Ahrens, figlia di un amico dello scopritore.